# Поташев, Николай Александрович
Николай Александрович Поташев (1864 — ?) — член Государственной думы Российской империи II созыва от Олонецкой губернии.

## Биография
Крестьянин, землевладелец. Окончил сельскую школу.
В феврале 1907 года избран в Государственную думу Российской империи II созыва. Член аграрной комиссии думы, член конституционно-демократической фракции.